# 나나고촌 (도치기현)
나나고촌(七合村)은 도치기현의 남서부, 나스군에 속했던 촌이다.

## 지리
현재의 나스카라스야마시 북부, 나카가와정 남동부에 해당한다.

## 역사
- 1889년 4월 1일 - 정촌제 시행에 의해 나스군 나나고촌이 성립하였다.
- 1949년 - 나나고촌의 일부가 가라스야마정에 편입되었다.
- 1954년 3월 31일 - 가라스야마정, 무카다촌, 사카이촌과 합병해 가라스야마정이 성립하여, 나나고촌은 소멸하였다.

## 인구
| 1891년 | 3,216 |
| 1920년 | 4,557 |
| 1935년 | 5,319 |
| 1950년 | 6,528 |

## 참고문헌
- 角川日本地名大辞典編纂委員会『가도카와 일본 지명 대사전 9 栃木県』、가도카와 쇼텐、1984年 ISBN 4-04-001090-6
- 日本加除出版株式会社編集部『全国市町村名変遷総覧』、日本加除出版、2006年、ISBN 4-8178-1318-0